# Vestvågøy
Vestvågøy je otok in občina v okrožju Nordland na Norveškem. Upravno središče občine je mesto Leknes. Nekatere vasi v občini so Ballstad, Borg, Bøstad, Gravdal, Knutstad, Stamsund in Tangstad. Z več kot 11.300 prebivalci je Vestvågøy najbolj naseljena občina v vseh regijah Lofotov in Vesterålen v okrožju Nordland.
Vikinški muzej Lofotr  v Borgu prikazuje rekonstruirano rezidenco vikinškega poglavarja iz železne dobe s hišo, ki meri 80 metrov, zgrajeno iz kamna in trave.
424 kvadratnih kilometrov velika občina je 232. največja po površini od 356 občin na Norveškem. Vestvågøy je 98. najbolj naseljena občina na Norveškem z 11.566 prebivalci. Gostota prebivalstva v občini je 28,4 prebivalca na kvadratni kilometer, njeno prebivalstvo pa se je v zadnjih 10 letih povečalo za 6,6 %.

## Splošne informacije
Občina Vestvågøy je bila ustanovljena 1. januarja 1963, ko so bile štiri občine na otoku Vestvågøya združene v eno občino za celoten otok. Stare občine na otoku so bile Borge (4056 prebivalcev), Buksnes (4416 prebivalcev), Hol (3154 prebivalcev) in Valberg (662 prebivalcev). Sprva je imel Vestvågøy 12.288 prebivalcev. Meje se od takrat niso spremenile.

## Ime
Občina je dobila ime po otoku Vestvågøya. Staronordijsko ime otoka je bilo Lófót - ko pa je Lofoti postalo ime celotnega otočja, je bilo staro ime zamenjano z Vestvågøy. Vestvågøy lahko razdelimo na tri dele: vest-våg-øy, kar lahko grobo prevedemo kot otok v zahodnem zalivu.

## Geografija
Občina Vestvågøy je med najbolj slikovitimi na Norveškem. Obsegala je celoten otok Vestvågøya z Norveškim morjem na severu in Vestfjordom na jugu. Otok ima razgibane pečine in vrhove, obrnjene proti jugovzhodni obali. Proti severozahodu pa je zemljišče ravno, z obsežnimi kmetijskimi površinami. Največ ljudi je v mestu Leknes in v njegovem 'pobratenem mestu' Gravdal, kjer je bolnišnica Nordland. Vzdolž jugovzhodne obale najdemo slikovite ribiške vasice, kot sta Ballstad in Stamsund, kjer se ustavi Hurtigruten (obalni trajekt).
Obalo obvladujejo visoke gore, kot je 671 metrov visok Skottinden, na zahodni obali pa tudi bele peščene plaže. Uttakleiv najbolj romantična plaža v Evropi po mnenju britanskega časnika The Times, sosednji Hauklandsstranden pa je norveški časopis Dagbladet uvrstil med najboljše plaže na Norveškem.
V Leknesu je polnočno sonce nad obzorjem od 26. maja do 17. julija, pozimi pa sonce ne vzide od 9. decembra do 4. januarja. Polnočno sonce je najbolje videti z zahodnih plaž, kot sta Uttakleiv in Eggum.
Na letališču Leknes je uradna vremenska postaja. Jesen in zima sta veliko bolj mokra kot pomlad in poletje. V najbolj suhem mesecu (juliju) pade manj kot petina padavin v najbolj mokrem mesecu (decembru).

## Galerija
- Vestvagøy
- Borg
- Eggum
- Unstad
- Haukland
- Gravdal
- Mortsund
- Leknes
- Sennesvik
- Ramsvik
- Valberg